# Mega Shark Versus Giant Octopus
Mega Shark Versus Giant Octopus è un film del 2009 diretto da Jack Perez e interpretato dalla cantante Debbie Gibson e dall'attore Lorenzo Lamas, prodotto dallo studio The Asylum.
Nel 2010 venne distribuito un sequel, Mega Shark Versus Crocosaurus, che tuttavia contiene pochi riferimenti al primo film e un cast rinnovato. In Italia è stato distribuito in DVD da Minerva Pictures e trasmesso in pay su SKY Italia.
Anche se è stato accolto con una reazione negativa da parte della critica per la sua trama bizzarra ed i suoi effetti speciali scadenti, che lo hanno reso un film di culto nell'ambito del cinema trash, è probabilmente il film più popolare dell'Asylum fino ad oggi.

## Trama
In Alaska un elicottero si schianta contro un iceberg e libera due animali preistorici: un Megalodon ed una piovra gigante. Più tardi il polpo attacca una struttura petrolifera in Giappone, mentre lo squalo semina il panico in California, dove affonda un aereo e distrugge con un morso il Golden Gate Bridge. Infine i due mostri tornano in Alaska, attirati da dei feromoni e si affrontano, finendo per uccidersi a vicenda e sprofondando negli abissi dell'oceano (in realtà solo la piovra è morta mentre il Megalodon tornerà).

## Produzione
Il film caratterizzato dalla presenza di attori veterani come Lorenzo Lamas (noto negli anni novanta per la serie televisiva Renegade) e la cantante Debbie Gibson come parte del cast, doveva inizialmente intitolarsi Mega Shark Versus Giant Octopus 3D, ma la parola "3D" venne rimossa dal titolo quando lo studio fallì l'acquisizione per il 3D a causa di mancanza di fondi.
Le riprese hanno avuto luogo nel corso di dodici giorni nel gennaio 2009. Gran parte del film è stato girato in California alla centrale elettrica AES Alamitos di Long Beach e al Laurel Canyon Stages di Arleta. Altre località incluso il molo di Long Beach e Leo Carillo State Beach in Malibù.

## Promozione
Il trailer fu lanciato a metà maggio del 2009 ottenendo una grossa diffusione virale oltrepassando 1 milione di visualizzazioni su MTV.com e più di 1 milione su YouTube al momento della pubblicazione, conseguendo diversi pre-ordini per il DVD.

## Distribuzione
Il film è stato distribuito il 19 maggio 2009 negli Stati Uniti ed il 7 agosto 2009 nel Regno Unito. Il film è stato distribuito in Italia il 5 agosto 2010 da Minerva Pictures e trasmesso su Sky Cinema e Alice Tv.

## Accoglienza
Il film ricevette moltissime recensioni negative, ottenendo un 16% su Rotten Tomatoes.
Vi sono inoltre delle scene del film divenute molto famose per l'assurdità, ad esempio quella in cui lo squalo salta fuori dall'oceano ed arriva ad addentare un jet in volo nel cielo o quella in una nave da guerra della marina spara di fronte con i suoi cannoni ma viene attaccata di fianco dallo squalo.
- Peter Whittle di The Sunday Times diede 1 stella su 5 al film reputandolo

- Philip French di The Observer disse nella sua recensione che

- Kim Newman della rivista Empire diede 2 stelle su 5, definendolo

- Scott Mendelson di The Huffington Post anch'esso diede al film 2 stelle su 5, asserendo che

- D'altra parte, Bill Gibron di PopMatters diede al film 8 su 10, elogiando le performance della Gibson nel film e scrivendo che[10]

Nonostante criticò la qualità complessiva del film, Stephen di The Three Rs diede 7 su 10, definendo le modalità di montaggio delle scene «"l'epitome di mostro perfetto."»

## Sequel
Seguendo il boom generato dalla pubblicazione del trailer del film, Gibson fece intendere in un'intervista che un sequel poteva essere in lavorazione:«Solo Dio sa cos'altro vi è nell'oceano» disse lei, «Chissà immagino forse un Cavalluccio marino? O forse un'aragosta di 500-piedi potrebbe essere l'ideale. Sì ci sono i propositi per un sequel, ed io ne sono veramente felice.»
A metà 2010, The Asylum aggiornò il catalogo con Mega Shark Versus Crocosaurus, il quale venne poi distribuito il 21 dicembre 2010. Il cast e il regista di Mega Shark Versus Giant Octopus non ritornarono nel sequel, che venne invece diretto da Christopher Douglas e Olen Ray ed interpretato da un nuovo cast con Jaleel White, Gary Stretch e Robert Picardo. Nel 2014 esce Mega Shark vs Mecha Shark, terzo capitolo della saga, dove il mega squalo affronta una sua replica robotica, mentre nel 2015 esce Mega Shark vs Kolossus, quarto capitolo della saga, dove il Megalodon protagonista lotta contro un robot gigante creato durante la Seconda Guerra Mondiale.